# Noggin
 (mai 2021).
Si vous disposez d'ouvrages ou d'articles de référence ou si vous connaissez des sites web de qualité traitant du thème abordé ici, merci de compléter l'article en donnant les références utiles à sa vérifiabilité et en les liant à la section « Notes et références ».
Noggin est une chaîne de télévision lancée en 1999 par Sesame Workshop et Viacom. La chaîne a été remplacée par Nick Jr. en 2009, mais la marque Noggin a ensuite été relancé en tant qu'application mobile en 2015.

## Histoire
Noggin a été créée sous la forme d'une coentreprise entre Nickelodeon (groupe Viacom) et le Children's Television Workshop (l'actuel Sesame Workshop). CTW s'est désengagé de la société en 2002 mais continue à produire des programmes pour la chaîne. Parmi ces productions, on peut citer Play with Me Sesame, une émission interactive basée sur les personnages de 1, rue Sésame.
En avril 2002, la chaîne Noggin a divisé sa programmation en deux blocs. Un bloc pour les enfants a été diffusé de 6 h à 18 h. et un bloc pour adolescents (nommé The N, pour Noggin) diffusé à partir de 18h. à 6 heures du matin.
Le 30 septembre 2009, Nickelodeon a temporairement retiré la marque Noggin et est devenue Nickelodeon Junior. En mars 2015, Noggin a été relancé en tant qu'application mobile.
Le Jeudi 30 mai 2024, Paramount+ a pris la platforme Noggin et tous les abonnements ont été transférés en abonnements Paramount+
Le mardi 2 juillet 2024, Noggin a définitivement été retiré de L'App Store, affichant un message qui dit "We have Shutdown" ce qui veut dire: "Nous avons fermé".